# Hamhung
Hamhung (hangul: 함흥시, Hamhung-si, handzsa: 咸興市, RR: Hamhŭng-si, ’együttes virágzás’) észak-koreai város, az ország északnyugati részén fekvő Dél-Hamgjong (Hamgyŏng) tartomány székhelye.
Ismeretes rengmjon (raengmyŏn)járól.

## Közigazgatása
Hamhung (Hamhŭng) város 7 kerületből (kujok (kuyŏk)) áll.
- Hungnam-kujok (흥남구역; 興南區域, Hŭngnam-kuyŏk)
- Tonghungszan-kujok (동흥산구역; 東興山區域, Tonghŭngsan-kuyŏk) (1977 előtt Palljong-kujok (Panryong-kuyok); 반룡구역; 盤龍區域)
- Szapho-kujok (사포구역; 沙浦區域, Sap'o-kuyŏk)
- Szongcshongang-kujok (성천강구역; 城川江區域, Sŏngch'ŏn'gang-kuyŏk) (1990 előtt Szongcshon-kujok (Sŏngch'ŏn-kuyŏk); 성천구역; 城川區域)
- Hean-kujok (해안구역; 海岸區域, Haean-kuyŏk)
- Höszang-kujok (회상구역; 會上區域, Hoesang-kuyŏk)
- Hungdok-kujok (흥덕구역; 興德區域, Hŭngdŏk-kuyŏk)

## Nevezetes szülöttei
- Thedzso koreai király (I Szonggje (이성계, Yi Seong-gye); 1335–1408), a Csoszon-dinasztia megalapítója
- An Szugil (Ahn Soo-kil) (안수길; 1911–1977), író
- Richard E. Kim (1932–2009), író
- Jun Gvangdzso (Yoon Kwang-cho) (윤광조; 1946–), kerámiaművész
- Jang Hjongszop (Yang Hyong-sop) (양형섭; 1925–2022), 1984 és 1998 között a Legfelsőbb Népi Gyűlés elnöke